# 道の駅ピンネシリ
道の駅ピンネシリ（みちのえき ピンネシリ）は、北海道枝幸郡中頓別町にある国道275号の道の駅である。1989年（平成元年）に廃線になった旧天北線敏音知駅の跡地に設置された道の駅である。

## 主な施設
- 駐車場
  - 普通車：10台
  - 大型車：6台
  - 身障者用：2台
- トイレ（いずれも24時間利用可能）
  - 男：大 2器、小 4器
  - 女：3器
  - 身障者用：1器
- 公衆電話：1台
- 公衆FAX：1台
- オートキャンプ場
- 売店

## 休館日
- 年末年始（12月30日 - 1月3日）

## アクセス
- 国道275号

## 周辺
- ピンネシリ温泉